# پیرازولین
پیرازولین یک ترکیب شیمیایی ناجورحلقه با فرمول مولکولی C3H6N2 است.